# Crosey-le-Petit
Crosey-le-Petit ist eine französische Gemeinde mit 121 Einwohnern (Stand: 1. Januar 2022) im Département Doubs in der Region Bourgogne-Franche-Comté.

## Geographie
Crosey-le-Petit liegt auf 515 m Höhe, zehn Kilometer nordwestlich von Sancey-le-Grand und etwa 30 Kilometer südwestlich der Stadt Montbéliard (Luftlinie). Das Dorf erstreckt sich im Jura, an aussichtsreicher Lage auf einem Hochplateau am Südfuß der Lomontkette, südlich des Doubstals.
Die Fläche des 9,60 km² großen Gemeindegebiets umfasst einen Abschnitt des französischen Juras. Der zentrale Teil des Gebietes wird vom Plateau von Crosey eingenommen, das durchschnittlich auf 500 m liegt und leicht nach Süden geneigt ist. Diese Fläche ist überwiegend von Acker- und Wiesland bestanden, zeigt aber auch einige größere Waldflächen, darunter den Bois des Grandes Planches. Untergliedert wird das Hochplateau durch mehrere Trockentäler. Diese verlaufen südwärts und münden in eine Talfurche, welche topographisch zum Einzugsgebiet des Cusancin gehört, jedoch kein oberirdisches Fließgewässer besitzt, weil das Niederschlagswasser im verkarsteten Untergrund versickert. Der von steilen Hängen begleitete Taleinschnitt stellt die Verbindung zwischen dem Becken von Sancey und dem Cusancin her. Er markiert die südliche Gemeindegrenze. 
Nach Norden erstreckt sich das Gemeindeareal bis auf den Höhenrücken der Lomontkette. Dieser Kamm bildet in geologisch-tektonischer Hinsicht eine Antiklinale des Faltenjuras und ist gemäß der Streichrichtung des Gebirges in dieser Region in West-Ost-Richtung orientiert. Er trennt das Plateau von Crosey vom nördlich gelegenen Doubstal. Mit 578 m wird auf der Anhöhe nördlich des Dorfes die höchste Erhebung von Crosey-le-Petit erreicht.
Nachbargemeinden von Crosey-le-Petit sind Roche-lès-Clerval und Chaux-lès-Clerval im Norden, Crosey-le-Grand im Osten, Vellevans und Servin im Süden sowie Cusance und Lomont-sur-Crête im Westen.

## Geschichte
Im Mittelalter gehörte Crosey-le-Petit zur Herrschaft Crosey-le-Grand. Zusammen mit der Franche-Comté gelangte das Dorf mit dem Frieden von Nimwegen 1678 an Frankreich.

## Sehenswürdigkeiten

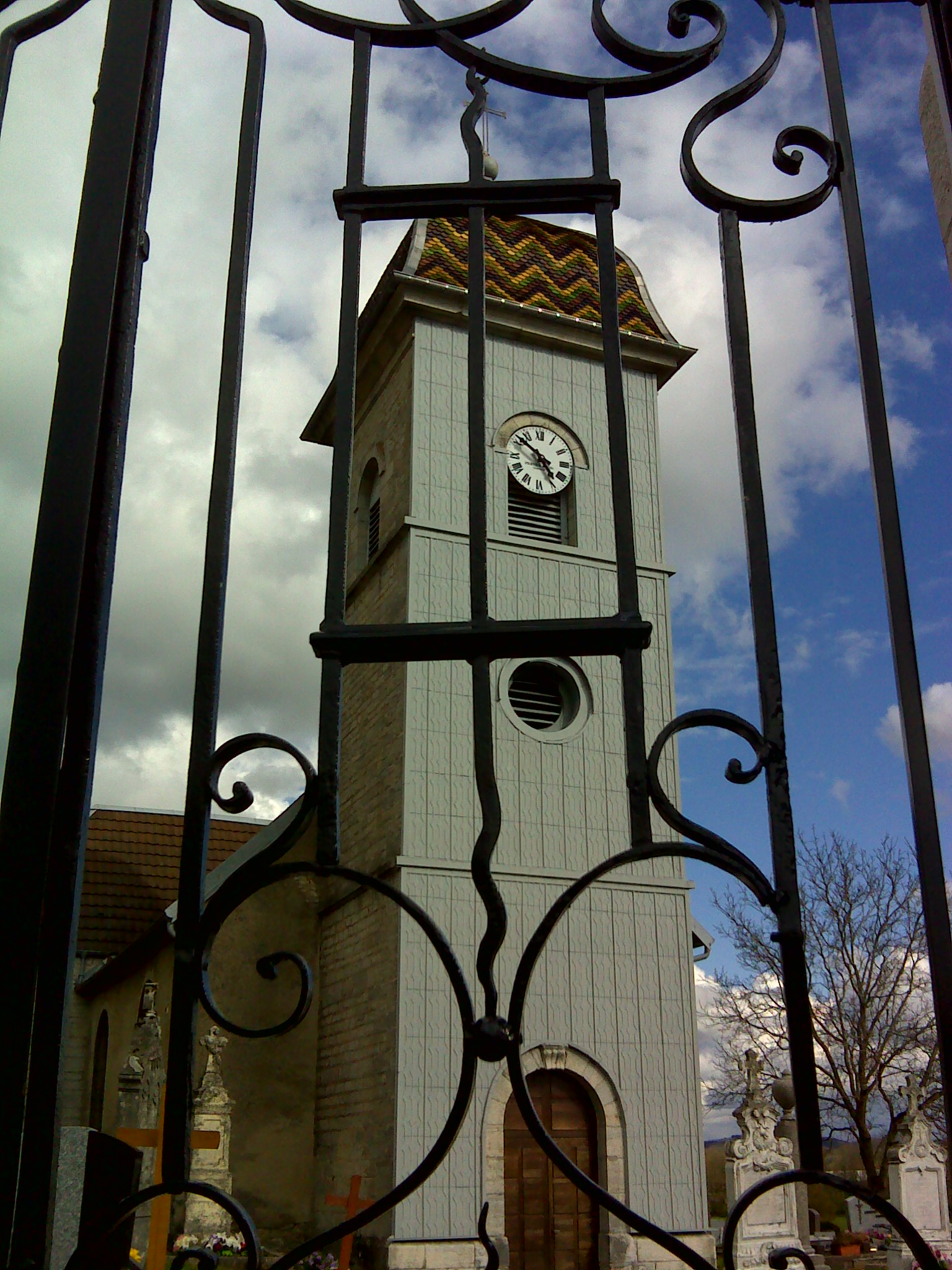
Kirche Saint-Étienne

Die Kirche Saint-Étienne wurde im 17. Jahrhundert erbaut und im Jahr 1826 umfassend restauriert.

## Bevölkerung
| Jahr                       | 1962 | 1968 | 1975 | 1982 | 1990 | 1999 | 2004 | 2016 |
| Einwohner                  | 142  | 107  | 102  | 116  | 108  | 104  | 103  | 141  |
| Quellen: Cassini und INSEE |      |      |      |      |      |      |      |      |

Mit 121 Einwohnern (Stand 1. Januar 2022) gehört Crosey-le-Petit zu den kleinsten Gemeinden des Départements Doubs. Nachdem die Einwohnerzahl in der ersten Hälfte des 20. Jahrhunderts markant abgenommen hatte (1881 wurden noch 235 Personen gezählt), wurden seit Mitte der 1960er Jahre nur noch geringe Schwankungen verzeichnet.

## Wirtschaft und Infrastruktur
Crosey-le-Petit war bis weit ins 20. Jahrhundert hinein ein vorwiegend durch die Landwirtschaft (Ackerbau, Obstbau und Viehzucht) und Forstwirtschaft geprägtes Dorf. Außerhalb des primären Sektors gibt es nur wenige Arbeitsplätze im Dorf. Einige Erwerbstätige sind auch Wegpendler, die in den umliegenden größeren Ortschaften ihrer Arbeit nachgehen.
Die Ortschaft liegt abseits der größeren Durchgangsstraßen an einer Departementsstraße, die von Baume-les-Dames nach Crosey-le-Grand führt. Eine weitere Straßenverbindung besteht mit Clerval.